# Oszkár
Oszkár est un prénom hongrois masculin.

## Étymologie
L'origine est anglo-saxonne "Ōs-gār", de ōs, divinité et gār, lance

## Équivalents
Oszkár / Oscar est l'équivalent du nom scandinave Ásgeir, parfois latinisé en Oscherus et du germanique continental Ansgar ou Anskar, parfois latinisé en Anscharius > Anschaire (cf. "les Anscarides", du nom d'Anschaire Ier d'Ivrée ou "Anschier Ier" (860-902), comte du Pays d'Oscheret (pagus oscarensis), de l'Ouche et l'Oucherotte, entre Bourgogne et Franche-Comté), et francisé sous la forme du nom de famille français Anger, jadis prénom.

## Personnalités portant ce prénom
- Oszkár Bárczay (1846–1898)

## Fête
Les Oszkár sont fêtés le 31 juillet, plus rarement le 3 février, le 3 mars ou le 1er décembre.